# Next Stop, Greenwich Village
Pour plus de détails, voir Fiche technique et Distribution.
Next Stop, Greenwich Village est un film américain de Paul Mazursky sorti en 1976.

## Synopsis
Au début des années 1950, le quotidien parfois compliqué de jeunes artistes en herbe vivant à New York.

## Fiche technique
- Titre original : Next Stop, Greenwich Village
- Réalisation : Paul Mazursky
- Production : Paul Mazursky et Anthony Ray
- Société de production et de distribution : Twentieth Century Fox
- Scénario : Paul Mazursky
- Musique : Bill Conti
- Photographie : Arthur J. Ornitz
- Montage : Richard Halsey
- Décors : Philip Rosenberg
- Décorateur de plateau : Edward Stewart
- Costumes : Albert Wolsky
- Pays : États-Unis
- Format : Couleur - Son : Mono (Westrex Recording System)
- Genre : Comédie dramatique
- Durée : 111  minutes
- Date de sortie :
  - États-Unis : 4 février 1976

## Distribution
- Lenny Baker : Larry Lapinsky
- Shelley Winters : Fay Lapinsky
- Ellen Greene : Sarah
- Lois Smith : Anita
- Christopher Walken : Robert
- Dori Brenner : Connie
- Antonio Fargas : Bernstein Chandler
- Lou Jacobi : Herb
- Helen Hanft : Femme de Herb
- Mike Kellin : Ben Lapinsky
- Michael Egan : Herbert Berghof
- Rashel Novikoff : Mme Tupperman
- John C. Becher : Sid Weinberg - Directeur de casting
- Jeff Goldblum : Clyde Baxter
- Joe Spinell : Flic à Station El
- Denise Galik : Ellen
- Bill Murray :  Nick Kessler
- Stuart Pankin : Fêtard
- Vincent Schiavelli : Fêtard
- Filomena Spagnuolo : vieille femme dans la rue (non créditée)